# Peugeot 405
Peugeot 405 var en mellanklassmodell som presenterades 1987 och valdes följande år till Årets bil i Europa. Modellen ersatte 305 och till viss del även den något större 505. 
405 formgavs av Pininfarina och fanns som fyradörrars sedan och kombi.  Modellen erbjöds med diesel- och bensinmotorer på mellan 1,6 och 2,0 liters slagvolym på mellan 65 och 250 hästkrafter. I Sverige var 1,6 liters (90-110hk) och 1,9 liters 8V (122 hk), samt 1,9 liters 16V i MI16(148 hk) motorer vanligast. Fyrhjulsdrift erbjöds tillsammans med 148 hk motorn, under några år. En ovanlig version var 405 T16 med turbomotor på 220 hk och fyrhjulsdrift. Bilen uppskattades mycket för fina köregenskaper, god komfort och kan även ses som en milstolpe när det gäller motståndskraft mot rost.
En specialbyggd coupéversion (405 Turbo 16 GR), strikt använd i rallysammanhang, återfanns också, men delade inte mycket med de övriga varianterna i modellserien.
År 1993 genomfördes en ansiktslyftning, med annorlunda inredning, baklucka, och 1,9 liters motorn förstorad till 2,0 liter. 
Det kom även en "lyx" modell av MI16 kallad LeMans, som 1995 även var numrerad.
LeMans modellen hade samma inredning som T16 (Skinn/mocka, klimatanläggning m.m).
1997 ersattes den i Europa av 406-modellen. Sedan dess har den dock fortsatt att tillverkas i Zimbabwe, Iran och Egypten och hittills har över 2,5 miljoner 405 tillverkats.